# Leoncio el león y Tristón
Leoncio el león y Tristón (Lippy the Lion and Hardy Har Har, título original en inglés) es una serie de dibujos animados sobre las aventuras que corren sus protagonistas creados por la factoría de animación Hanna-Barbera. Se trata de un león del Atlas y de una hiena moteada antropomórficos y parlantes cuyas aventuras se emitieron por las emisoras de televisión estadounidenses sindicadas a partir del 3 de febrero de 1962. La emisión de la serie Leoncio el León y Tristón se dio dentro del programa infantil de media hora de duración Nuevas series animadas de Hanna-Barbera, donde compartían el espacio con otros personajes de la compañía H-B, tal que La Tortuga D' Artagnan y El Lagarto Juancho. El programa finalizó en 1963. Posteriormente los derechos de emisión fueron cedidos a la cadena Cartoon Networks que reemitió los episodios.

## Personajes
- Leoncio el León: "Lippy the Lion", original en inglés. Leoncio es un León del Atlas de color beige, como buen león, de pecho ancho y delgado talle que remata en piernas con enormes zarpas. Sus extremidades superiores tienen manos de tres dedos más uno prensil. Su cola es larga y rematada en una bola de pelo. Con una considerable melena,que le cubre toda la cabeza, el cuello y el rostro del que solo se ven los ojos y sobresalen dos orejillas redondeadas.
 Sobre esta profusión de pelo de color siena, luce un andrajoso sombrero de color lila de copa alta aplastado, adornado con una franja negra. Completando su vestimenta, chaleco astroso de color violeta oscuro. 
 De su cara tan solo son aparentes sus enormes fauces sonrientes, que lucen unos bigotes gatunos, también enhiestos. La sonrisa es inherente en Leoncio pues su mayor característica es un desmesurado optimismo.
- Tristón: "Hardy Har Har", original en inglés. Tristón es una hiena, de color tierra, que tiene una cabeza abultada ojos tristes, orejas sobre la cabeza en forma lanceolada, hocico de color rosado, un tanto elevado, con una mueca de disgusto. El cuerpo es cilíndrico. La cola es curvada hacia arriba y peluda, de patas cortas y ancho pie. Con manos tipo cartoon viste un sombrerito pastel de cerdo,[2] y cuello de camisa rematado con pajarita de gala negra. Tristón representa el contrapunto de su especie, las hienas de las que se dice que se burlan de todo con sus mordaces risas, Tristón por el contrario pasa la vida lamentándose por todo, profiriendo frases pesimistas como "¡Oh cielos, Leoncio, qué horror!", "¿Qué vamos a comer Leoncio?", "No te sulfures Leoncio".[3] Hay algún momento en el que Tristón ríe, pero se detiene inmediatamente, porque le duele la cara al hacerlo.

## Doblaje
- Leoncio el León: Daws Butler y Arturo Fernández en el doblaje mexicano.
- Tristón: Mel Blanc y Pedro D'Aguillón en el doblaje mexicano.

## Argumento
Leoncio es un león pobre, aventurero, voluntarioso y optimista que busca a la fortuna esquiva allende va. Piensa positivamente y que las cosas no tienen por qué salir mal y que en algún momento la fortuna le abrazará y se hará rico, famoso y la vida le sonreirá. Por el contrario, a su lado fielmente le sigue Tristón, un pesimista empedernido que parece estar obstinado en demostrarle lo equivocado que está. Constantemente le advierte de que sus aventuras le comportarán males, y parece un vidente porque es abrir la boca y las cosas se ponen mal. Y ya los puedes ver a los dos corriendo para salvar la piel. Con la persistente coletilla amargada de Tristón Oh Cielos!, Leoncio te lo dije.

## Episodios
A continuación la relación de los 52 episodios traducidos del inglés con su título y una breve sinopsis siempre que ha sido posible conseguirla.
1. Mira Sierra (See Saw): Leoncio y Tristón llegan a una isla desierta buscando el tesoro oculto de unos piratas.
2. Sandía criminal (Water-melon Felon): Siendo sacados del tren Leoncio y Tristón acaban en un sandiar
3. Susto al Sustituto (Scare to spare): Un monstruo creado por un científico loco ataca a Leoncio y a Tristón.
4. Trago y platito (Glup and Saucer):
5. Mapa feliz (Map Happy ): Buscando un tesoro, Leoncio y Tristón, se las verán con un tiburón.
6. Sonrisa salvaje (Smile The Wild): Un circo pierde al cavernícola de su actuación y contrata a Tristón que deberá aprender sobre el gran espectáculo.
7. La Carga de la brigada terrorífica (Charge of the fright brigade):
8. Cine gelatina (Film Flam): Leoncio y Tristón llegan a Hollywood esperando triunfar. Leoncio consigue su meta pero necesita ser más agresivo.
9. El pistolero Leoncio (Gun Fighter Lippy):
10. Excursionistas provincianos (Hick Hikers):
11. Los mil y un miedos (A Thousand And One Frights): Leoncio y Tristón intentarán ayudar a un hombre a encontrar el rubí que ha perdido para que recupere a su novia.
12. Doble problema (Double Trouble):
13. Risa por una hogaza (Laught a Loaf): Si consiguen la risa de un hombre mayor Leoncio y Tristón recibirán grandes dádivas.
14. Un genio listillo (Genie is a Meany): Un genio tan solo concede sus deseos si antes se asegura que sus amos le conceden a él una fianza.
15. Bancos para todo (Banks for everything): Estando sin empleo, Leoncio y Tristón vestidos de ama de casa y bebé entran en un banco para robarlo.
16. Violín fallido (Fiddle Faddled): Un ladrón que toca el violín es la última persona a la que esperaría encontrarse el dúo.
17. Trampa rapta (Kidnap trap): Cuando hay hambre Tristón es vestido como un niño para que le den comida por compasión.
18. Bruja astuta (Witch Crafty): Un príncipe ha sido transformado en hiena por una bruja. Cuando todo parece solucionarse, todos se convierten en dobles de Tristón.
19. Otra vez el gas (Gas Again): Tristón recibe un tratamiento con gas hilarante. Y después lo recibe un gorila que ha escapado del circo.
20. Caballo y Waggin (Horse and Waggin):
21. Bebé embotellado (Baby Bottled): En la tierra del Gigante de la Planta de judías Leoncio y Tristón se encontrarán con el bebé del gigante.
22. Suerte dura Tristón (Hard Luck Hardy): Tristón ingresa en el circo como domador de leones.
23. Enseñar Maneras (Show Use):
24. Problemas Injun (Injun Trouble):
25. Ratón en casa (Mouse in the House): Leoncio y Tristón son traídos para desembarazarse de un ratón.
26. Gato loco Alcaparras (Crazy Cat Capers): Leoncio entra en una tienda de mascotas en la que el marido de la dueña es cazador y ve en el león un desafío.
27. Pony impostor (Phoney Pony): Leoncio tiene la genial idea de participar en un concurso de caballos vestidos. Los líos se le acumularán.
28. Expertos de huevo (Egg Experts): Leoncio y Tristón se disputarán el comerse un huevo contra un zorro astuto.
29. Conejo Romeo (Rabbitt Romeo): Un conejo es rechazado por su novia. Leoncio y Tristón intentarán reconciliarlos.
30. Pájaro en mano (Bird in the Hand): Leoncio intentará cazar un espécimen del pájaro extinto Dodo en una isla.
31. Legión de herederos (Legion Heirs): Leoncio y Tristón deberán encontrar a la hija del Almirante.
32. Gritos y sillas de montar (Hoots and Saddles):
33. Mezcla monstruo (Mix-up Monster): Leoncio y Tristón se dedican a cuidar a un niño. Lo que no saben es que el pequeño tiene un laboratorio científico terrorífico.
34. Adiós chico volador (Bye Bye Fly-Guy):
35. Monedas de Madera (Wooden Nickles): Por una vez que reciben algunas monedas para comprar comida resulta que estas son robadas.
36. Dos en la carretera (Two in the road): Esta vez nada debería torcerse Leoncio y Tristón, son camioneros.
37. La X del Rey (King´s X): Leoncio llega a ser Rey de una isla, pero es retado por un invasor porque todos están deseando que se vaya.
38. Parque Loco de atracciones (Amusement Park Lark): Leoncio y Tristón se cuelan en un parque de atracciones.
39. T para dos (T for Two): Leoncio y Tristón son contratados como caddies en un campo de golf.
40. Pequeños problemas (Tiny Troubles): Leoncio y Tristón se encuentran en Lilliput, y se verán inmersos en la batalla que enfrenta a los liliputienses con sus vecinos de Silliput.
41. Desbordamiento de un pensamiento (Flood For A Thought):
42. Hocus Pocus (Hocus Pocus):
43. Afortunado (Shamrocked):[6] Leoncio y Tristón perseguirán al duende irlandés, para encontrar el caldero lleno de oro.
44. Chapado a la antigua (Old Fuddy Duds):
45. Sentimientos groseros (Chow You Feelings): Leoncio y Tristón acaban en una isla en la que vive un extraño habitante.
46. No es fácil esto (Easy Doesn't It): Leoncio y Tristón recorrerán una vieja mina en la que no pararán de discutir.
47. Abáteme un león (Drop Me A Lion): Leoncio y Tristón ingresarán en la mafia siguiendo los deseos de un hombre enfermo.
48. El mapa de la savia (Map Sap): Leoncio y Tristón intentarán ser detenidos para entrar en la cárcel para desenterrar un tesoro.
49. Impacto tiburón (Shock Shark): Leoncio ejercerá de salvavidas y deberá enfrentarse a un tiburón asesino.
50. No se permiten fantasmadas (No Spooking Allowed): Leoncio y Tristón han entrado en la compañía de autobuses como conductores y se enfrentarán al conductor fantasma.
51. Yo, Mi, Mío (Me, My, Mine): Leoncio y Tristón van en busca de un mapa con cuya guía pueden convertirse en ricos.
52. Juntos apilados (Together mess): Leoncio y Tristón son esposados e intentarán de todo para liberarse.

## Otras apariciones
- Leoncio el león y Tristón la hiena aparecen en Yogi's Ark Lark (de 1972) y en el spin-off La banda de Yogi (de 1973).
- Leoncio y Tristón aparecen en las revistas de cómic de Hanna Barbera "The Flintstones' Christmas Party" (de 1977).
- Leoncio y Tristón aparecen en el episodio de La búsqueda del Tesoro de Yogi (1985).
- Tristón aparece en el episodio de Yo Yogi (de 1991) llamado "Ricky Dickie's Dirty Trickies".
- Leoncio y Tristón aparecen en la serie de Jellystone (2021), interpretados por Jeff Bergman y Jenny Lorenzo respectivamente, con Tristón siendo representado como mujer. Son representados como una pareja casada de ancianos.

### Cómics
- Lippy The Lion and Hardy Har Har (de Gold Key) (1963)
- Cartoon Network Presents #12 (1998)
- Cartoon Network leoncio_skate #12 (1999)